# Trolejbusy w Bańskiej Bystrzycy

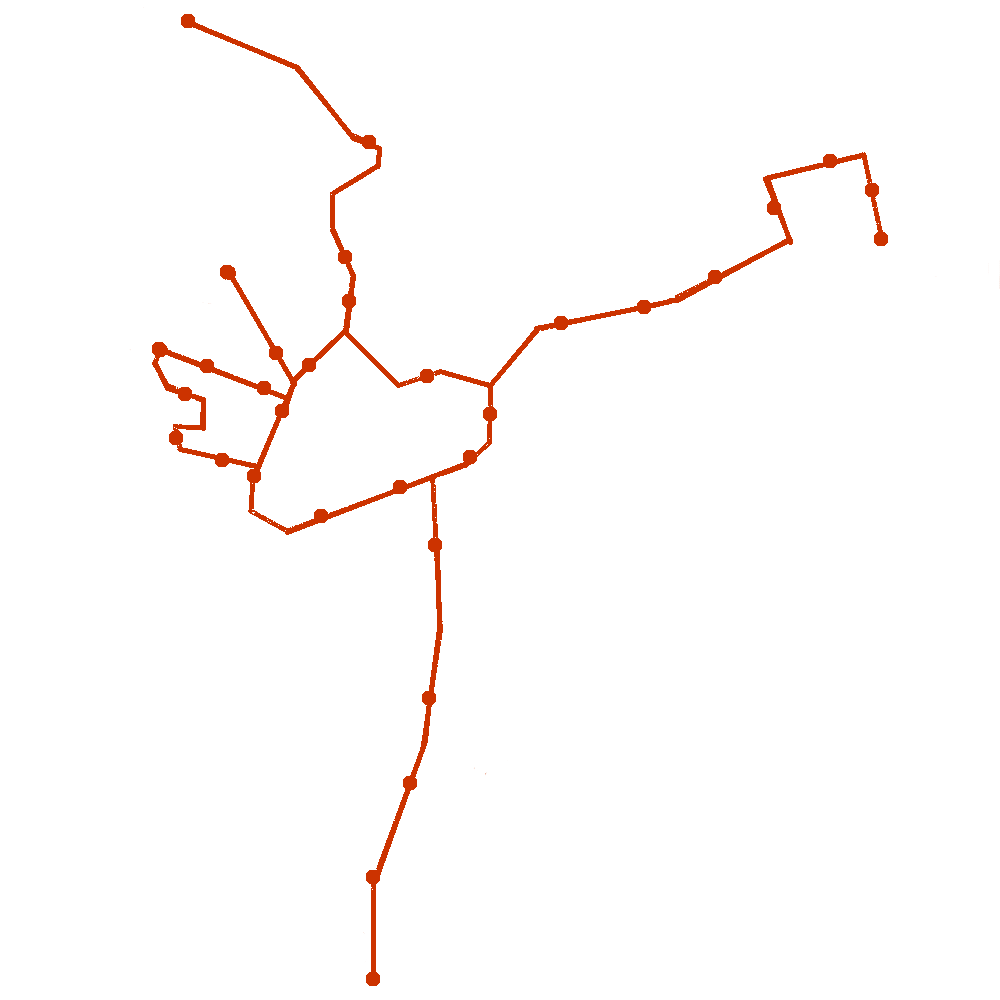
Schemat sieci trolejbusowej

Trolejbusy w Bańskiej Bystrzycy − system komunikacji trolejbusowej działający w słowackim mieście Bańska Bystrzyca.
Trolejbusy w Bańskiej Bystrzycy uruchomiono 24 sierpnia 1989. Ruch trolejbusów w mieście wstrzymano 31 grudnia 2005, a ponownie go przywrócono 10 listopada 2007.

## Linie
Według stanu na 2012 w Bańskiej Bystrzycy istnieje 8 linii trolejbusowych:
- 1: Železničná stanica - Rooseveltova nemocnica
- 2: Vozovňa Kremnička - Železničná stanica
- 3: Vozovňa Kremnička - Rooseveltova nem.
- 4: TESCO hypermarket - Železničná stanica
- 5: TESCO hypermarket - Rooseveltova nem.
- 6: Železničná stanica - Tulská - Moskovská - Železničná stanica
- 7: Železničná stanica - Internátna
- 8: Železničná stanica - Poľná - Tulská - Poľná - Železničná stanica

## Tabor
Do obsługi sieci wg stanu na 2012 w eksploatacji było 46 trolejbusów:
- Škoda 30Tr − 19 trolejbusów
- Škoda 15Tr − 21 trolejbusów
- Škoda 14Tr − 6 trolejbusów